# عملیات پس‌گرم در جوشکاری
عملیات پس گرم (به انگلیسی: Post Weld Heat Treatment یا PWHT) یک فرآیند کنترل شده است که طی آن قطعه کار جوشکاری شده تا دمای زیر دمای بحرانی گذار مجددا حرارت‌دهی شده و سپس در این دما در مدت زمان مشخصی نگه داشته یا تثبیت می‌شود.  
حین عملیات جوشکاری، یک گرادیان دمایی شدیدی بین فلز جوش و فلز پایه رخ می‌دهد. با سرد شدن خط جوش، انقباض بین دو فلز رخ می‌دهد که منجر به ایجاد تنش‌های پسماند می‌شود. در قطعات ضخیم‌تر، این تنش‌های پسماند می‌توانند بیشتر از میزان تنش مجاز طراحی شده شوند و باعث  ترک و شکست قطعه در تنشی کمتر از تنش تسلیم (به انگلیسی: Yield Point) شوند. بنابراین، بعد از عملیات جوشکاری، قطعه در مدت زمانی تا یک دمای مشخص حرارت‌دهی می‌شود تا تنش‌های پسماند را تا حد قابل قبولی کاهش دهد. به دلیل دمای بسیار بالا حین عملیات جوشکاری، علاوه‌بر تنش پسماند، تغییراتی در ریز ساختار قطعه نیز رخ می‌دهد. این تغییرات می‌توانند باعث افزایش سختی و کاهش چقرمگی و شکل‌پذیری شوند. در همین راستا، عملیات پس‌گرمایی میزان سختی افزایش داده شده را کاهش می‌دهد و منجر به بهبود میزان چقرمگی و شکل‌پذیری تا حد مورد قبول جهت طراحی می‌شود.
در صنایع نفت، گاز، پتروشیمی و هسته‌ای، بر خلاف صنایع دیگر، این عملیات معنای خاصی دارد و حائز اهمیت است. در این صنایع به علت سطح اهمیت بالا طراحی اجزاء، کدها و استانداردهایی از جمله کد مخازن تحت فشار و پایپینگ انجمن مهندسان مکانیک آمریکا (به اختصار: ASME) نوشته شده است. معمولا در این صنایع طبق استانداردها، باید بر روی بعضی از مواد عملیات پس گرم انجام داد تا از صحت طراحی و خواص مکانیکی و متالورژی اطمینان خاطر کرد. این استانداردها بیشتر بر اساس ابعاد قطعه و ساختار شیمیایی‌شان طراحی شده‌اند.

## پارامترها
حین عملیات پس گرمایش پارامترها و متغیرهایی از جمله نرخ حرارت‌دهی، زمان و دما تثبیت و نرخ خنک‌سازی وجود دارد که باید کنترل و نظارت شوند تا عملیات به درستی انجام شود. زمانی که فرایند پس گرمایی بر اساس استانداردها محدود شود، این متغیرهای مشخص خواهند شد.

### حرارت‌دهی
نرخ حرارت‌دهی در عملیات پس گرمایی، بر اساس ضخامت و ابعاد قطعه و استاندارد مورد نظر، تعیین می‌شود. در صورتی که نرخ حرارت‌دهی به درستی انجام نشود و به صورت خیلی سریع یا نامتوازن انجام شود،  گرادیان دمایی می‌تواند منجر به ضرر به قطعه شده و در نتیجه منجر به ترک و تنش‌ پسماند بعد از سرد شدن شود.

### زمان و دمای تثبیت
همانند پارامتر قبلی، زمان و دمای تثبیت نیز بر اساس جنس و ضخامت تعیین می‌شود.  هر چه ضخامت یک قطعه بیشتر باشد، مدت زمان بیشتری جهت تثبیت در دمای مورد نظر نیاز است.این‌کار به قطعه کار این امکان را می‌دهد تا به یک شرایط پایدار برسد و توزیع تنش در سطح به صورت یکنواخت باشد و میزان آن کاهش یابد. منظور از میزان مشخصی از دمای تثبیت، دمایی است که به اندازه کافی بالا باشد تا تنش‌های پسماند را دفع کند، ولی با این حال کمتر از دمای گذار ماده باشد. دمای بالای تثبیت (زیر دمای گذار) علاوه بر ایجاد تنش‌های پسماند، می‌تواند منجر به تغییراتی در ریزساختار ماده شود که در نتیجه کاهش سختی و بهبود شکل‌پذیری را در پی دارد. توصیه می‌شود که هنگام عملیات پس گرم، دما را بیشتر از دمای گذار بالا نبرید. این‌کار می‌تواند منجر به تغییرات متالورژی و مکانیکی مضری در قطعه شود. علاوه بر این، دمای تثبیت نباید بیشتر از دمای اصلی تمپر کردن باشد، زیرا که این کار منجر به کاهش استحکام ماده تا حتی کمتر از حداقل‌های استاندارد ASME شود.

### خنک‌سازی
همانند حرارت‌دهی، نرخ خنک‌سازی نیز باید کنترل شود تا گرادیان‌های دمایی مضر که می‌توانند منجر به ترک شوند و تنش‌های جدید بر روی سطح قطعه تشکیل نشوند. علاوه بر این، خنک‌سازی سریع می‌تواند منجر به افزایش سختی و در نتیجه افزایش حساسیت شکست ترد قطعه شود.

### تکنیک‌های نظارتی
معمولا حین عملیات پس گرمایش، یک ترموکوپل به قطعه مورد نظر متصل است تا پارامترهایی مانند نرخ گرمادهی، دما تثبیت و نرخ خنک‌سازی را بررسی کنید و از مطابقت آن‌ها با استاندارد مورد نظر اطمینان خاطر کنید. در کنار ترموکوپل، استفاده از نرم‌افزارهای کامپیوتر نیز کمک به‌سزایی در نظارت و تحلیل عملیات پس گرمایی و جمع‌آوری مستندات از آن می‌کند.

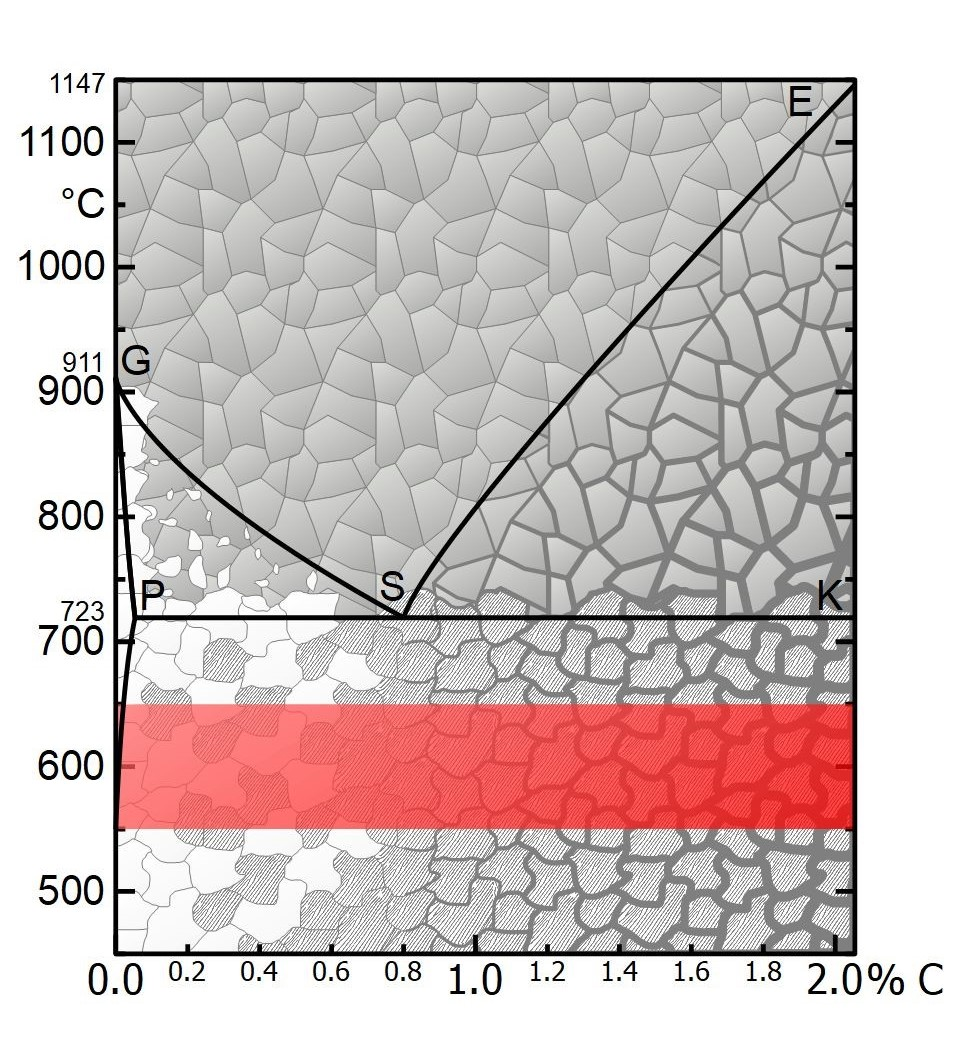
دمای انجام آنیل تنش زدایی در دیاگرام فازی فولاد

## روش‌ها

### کوره ثابت
یکی از روش‌های سنتی و پراستفاده پس گرمایی در صنعت ساخت، استفاده از کوره ثابت است. این کوره معمولا از یک جعبه مکعبی شکل مقاوم به حرارت تشکیل شده است. این کوره‌ها می‌توانند تا دمای 1200 سلسیوس را تولید کنند تا عملیات نرمال کردن و آنیل کردن در کنار تنش‌زدایی انجام شود. این کوره‌ها معمولا به یک ترموکوپل مجهز شده‌اند که می‌تواند دمای اتمسفر کوره را اندازه‌گیری کند. در این روش، علاوه بر ناحیه HAZ، بر روی تمام قطعه کار عملیات حرارتی انجام می‌شود.

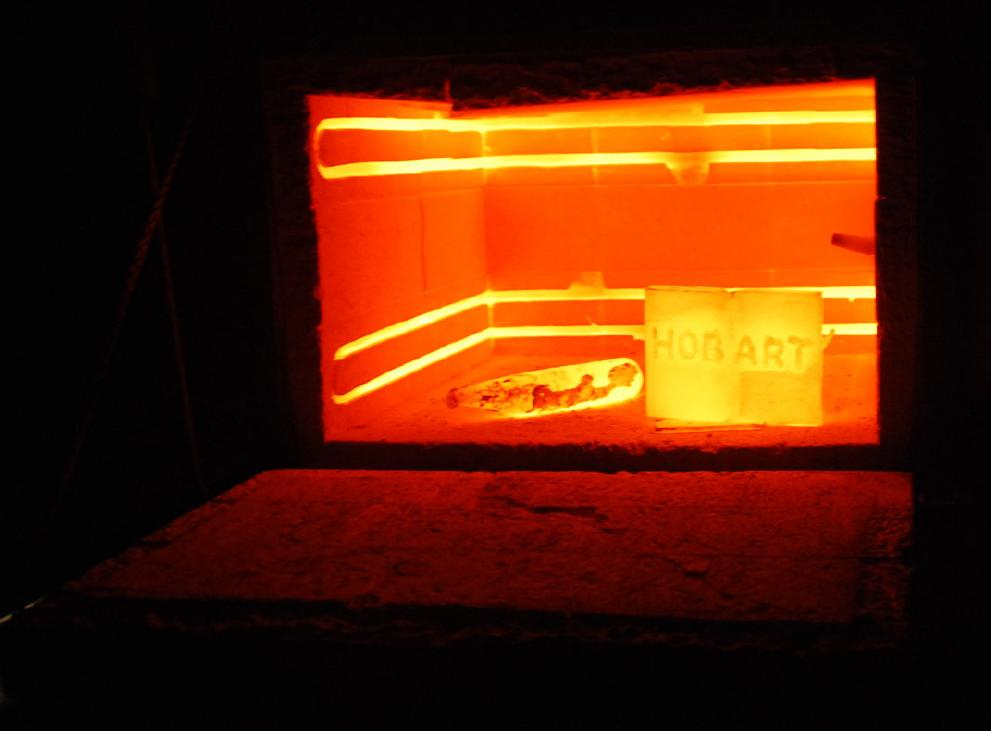
استفاده از کوره ثابت برای عملیات حرارتی پس گرم

### موضعی
در روش حرارت‌دهی موضعی به جای استفاده از کوره و حرارت‌دهی به تمام سطح قطعه، با استفاده از المنت‌های سرامیکی، تنها به خط جوش و ناحیه HAZ حرارت‌دهی می‌کنیم. این روش بیشتر برای خطوط لوله مورد استفاده قرار می‌گیرد. این روش مزایایی نسبت به روش کوره ثابت دارد که به همین دلیل آن را پرکاربردتر در صنعت می‌کند. این روش تنها بر روی منطقه جوش و ناحیه HAZ عملیات حرارتی انجام می‌دهد. علاوه بر این، در محیط‌های غیر کارگاهی که ممکن است امکان استفاده از کوره در آن مکان نباشد، استفاده از روش موضعی مناسب است.

## معایب

### از دست دادن استحکام
افزایش بیش از حد زمان یا دمای تثبیت جهت تنش زدایی از سطح، ممکن است منجر به کاهش مقاومت مواد یا استحکام آن شود. علاوه بر این، عملیات حرارتی نیز می‌تواند استحکام مواد حرارت‌ داده و آبدهی شده را کاهش دهد. در نتیجه دما و زمان باید به خوبی کنترل شود تا استحکام از دست نرود.

### شکست یا اعوجاج
همانطور که اشاره شد، تنش‌زدایی یا عملیات حرارتی به طور قابل توجهی استحکام مواد را کاهش می‌دهد. بنابراین، در صورتی که قطعه کار حین عملیات پس گرمایی مقداری نیرو تحمل کند، ممکن است کمانش یا اعوجاج در آن رخ دهد. این پدیده آثار مخرب گسترده و پرهزینه‌ای در پی خواهد داشت. در نتیجه، حین عملیات پس گرمایی قطعه کار باید به وسیله تکیه‌گاه‌هایی به صورت محاسبه شده ثابت بماند تا از اعوجاج آن در مقابل دمای بالا جلوگیری شود.